# Sd.Kfz.
Sonderkraftfahrzeug (abreviat Sd.Kfz., care înseamnă în limba germană autovehicul special) a fost o denumire utilizată de Germania nazistă înainte și în timpul celui de-al Doilea Război Mondial pentru vehiculele militare, spre exemplu Panzer I era denumit Sd.Kfz. 101.